# Alfa Romeo Giulietta (1954)
Alfa Romeo Giulietta (Серия 750 и 101) — автомобиль компактного класса, выпускавшийся итальянской автомобилестроительной компанией Alfa Romeo в 1954 — 1965 годах. Giulietta была впервые представлена на Туринском автосалоне в 1954 году. Всего было произведено почти 132,000 автомобилей на заводе Портелло в Милане.
Первая Giulietta была выпущена в кузове купе под именем Giulietta Sprint и была представлена в конце 1954 года. Затем, летом 1955 года последовала версия седана, а в середине 1955 года, открытый двухместный кабриолет Giulietta Spider, особенностью которого стала кузовная работа тюнинг-ателье Pininfarina. В 1957 году была представлена более мощная версия седана Berlina, названная Giulietta Ti (Turismo Internazionale). Она была выпущена  с минимальными косметическими изменениями переда автомобиля, головных и задних фар.
Итальянская компания Carrozzeria Colli разработала версию Giulietta в кузове универсал под именем Giulietta Promiscua. Всего было собрано 91 экземпляр данной модификации. А другая итальянская компания Carrozzeria Boneschi выпустила несколько примеров универсалов, названных Weekendina.

## Рестайлинг 1959 года
Новая версия Giulietta дебютировала на Франкфуртском автосалоне в 1959 году. Топливный бак теперь был установлен в правое заднее крыло и был оснащен лючком. Перед автомобиля был представлен с более округлыми крыльями, утопленными фарами, новым головным светом и решеткой радиатора, где оформление под кольца были заменены на горизонтальные полосы. Интерьер был более скомпонован, приборная панель инструментов имела углубленные отверстия, включая тахометр. Серийный номер автомобиля был изменен с 750/753 на 101 серию.

## Рестайлинг 1961 года
В 1961 году, версия Ti была модернизирована до 74 л.с. (54 кВт). С новым двигателем данный автомобиль мог разогнаться до 160 км/ч (99 миль/ч). Производство стандартной версии Berlina продолжилось до 1963 года, а вариация Ti продавалась на год дольше. Всего было выпущено следующее количество автомобилей:
- Berlina 39,057
- Ti 92,728
- Sprint 24,084
- Sprint Veloce 3,058
- Spider 14,300
- Spider Veloce 2,796
- Promiscua (Универсал)[6] 91

## Двигатели

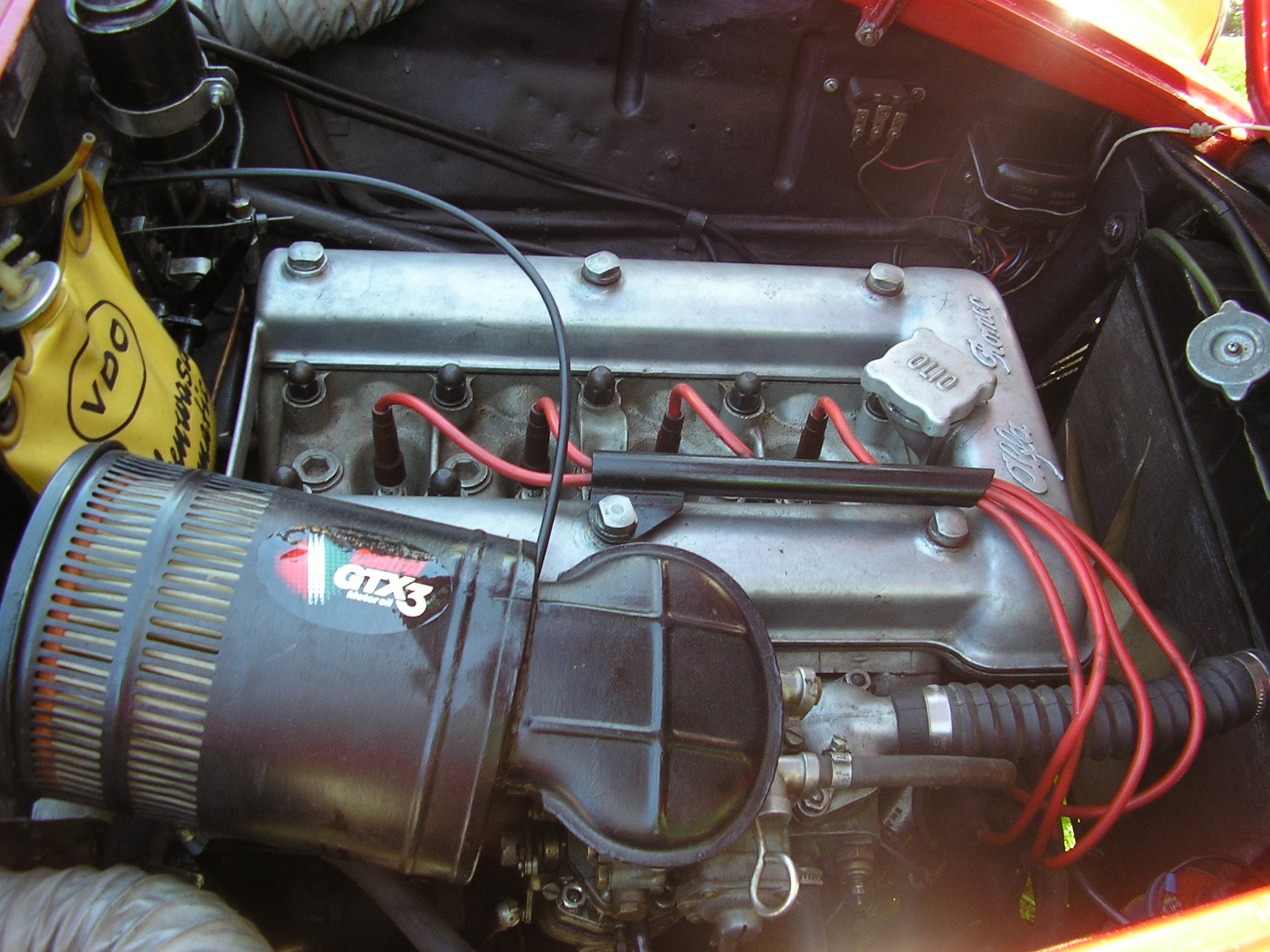
Двигатель Twin Cam на Giulietta 1962 года

На Giulietta использовались Четырёхцилиндровые двигатели Alfa Romeo Twin Cam объемом 1290 см3, с легкосплавным блоком цилиндров и легкосплавной головкой блоков с двумя распредвалами. Оригинальный двигатель на Giulietta производил 62 л. с. (46 кВт) в кузове седан и 80 л. с. (60 кВт) в модификации Giulietta Sprint. После модернизации мотор выдавал уже 100 л. с. (75 кВт). А в последних спортивных моделях, таких как Giulietta Sprint Speciale и Giulietta Sprint Zagato 1,3 литровый двигатель имел диаметр цилиндра 74 мм, а ход поршня 75 мм.
| Модель          | Объем        | Мощность                          | Макс. скорость        |
| --------------- | ------------ | --------------------------------- | --------------------- |
| Berlina         | 1,290 куб.см | 62 л.с. (46 кВт) при 6000 об/мин  | 88 миль/ч (142 км/ч)  |
| Giulietta T.I.  | 1,290 куб.см | 74 л.с. (55 кВт) при 6200 об/мин  | 97 миль/ч (156 км/ч)  |
| Sprint          | 1,290 куб.см | 80 л.с. (60 кВт) при 6300 об/мин  | 88 миль/ч (142 км/ч)  |
| Sprint Veloce   | 1,290 куб.см | 90 л.с. (67 кВт) при 6500 об/мин  | 112 миль/ч (180 км/ч) |
| Sprint Speciale | 1,290 куб.см | 100 л.с. (75 кВт) при 6500 об/мин | 120 миль/ч (190 км/ч) |
| Sprint Zagato   | 1,290 куб.см | 100 л.с. (75 кВт) при 6500 об/мин | 120 миль/ч (190 км/ч) |

## Вариации Giulietta

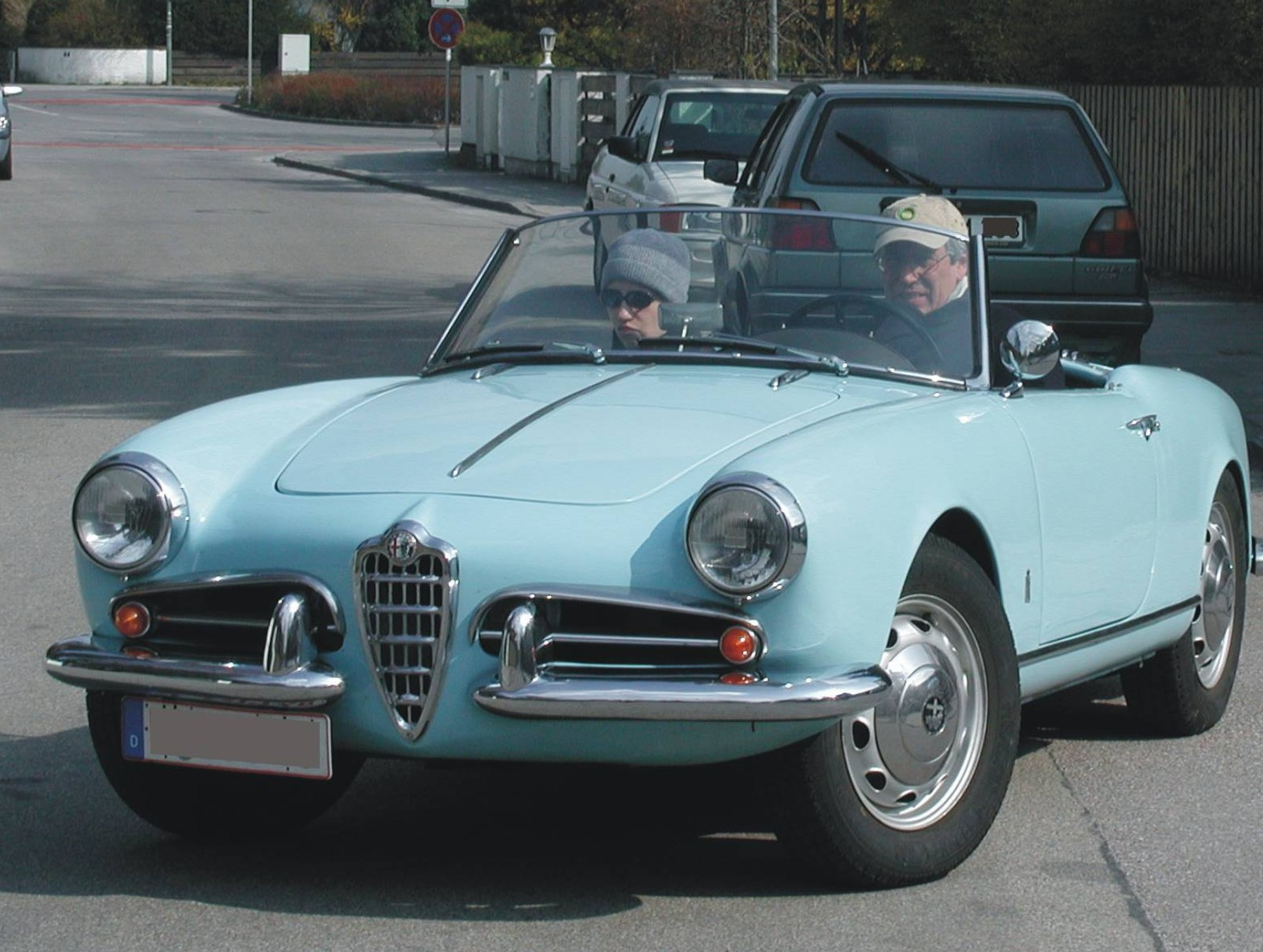
Spider
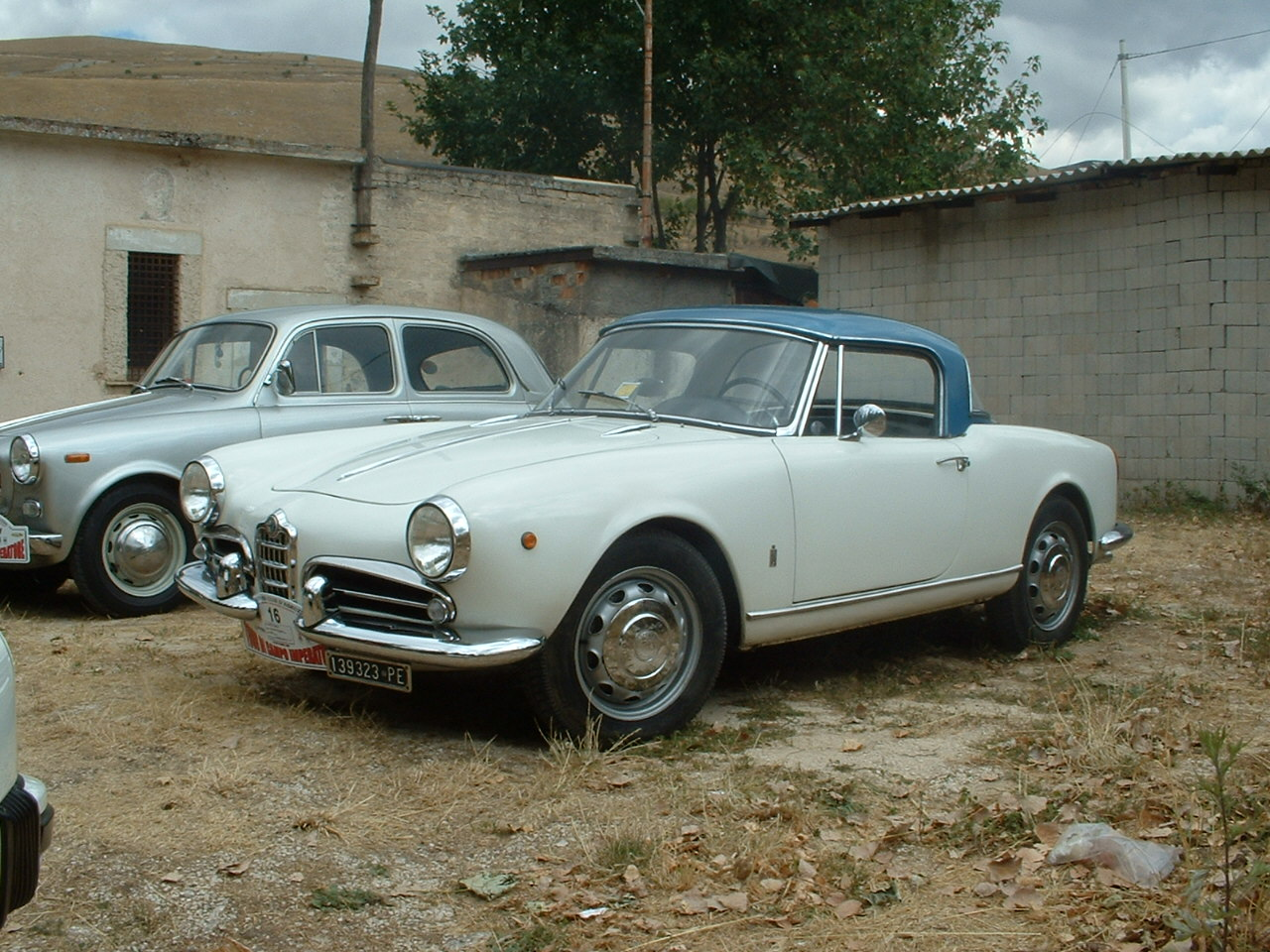
Spider (1962)
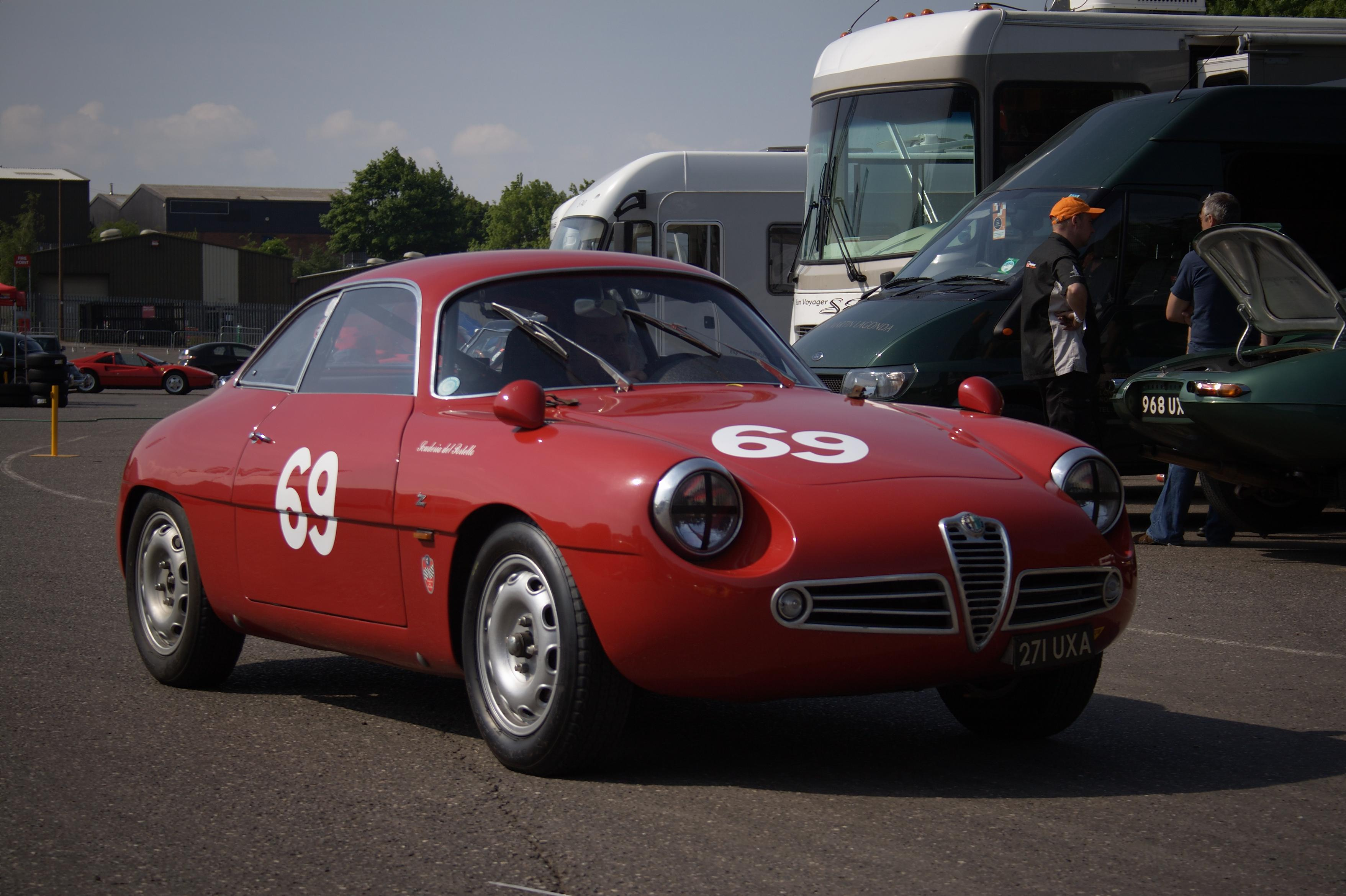
Sprint Zagato
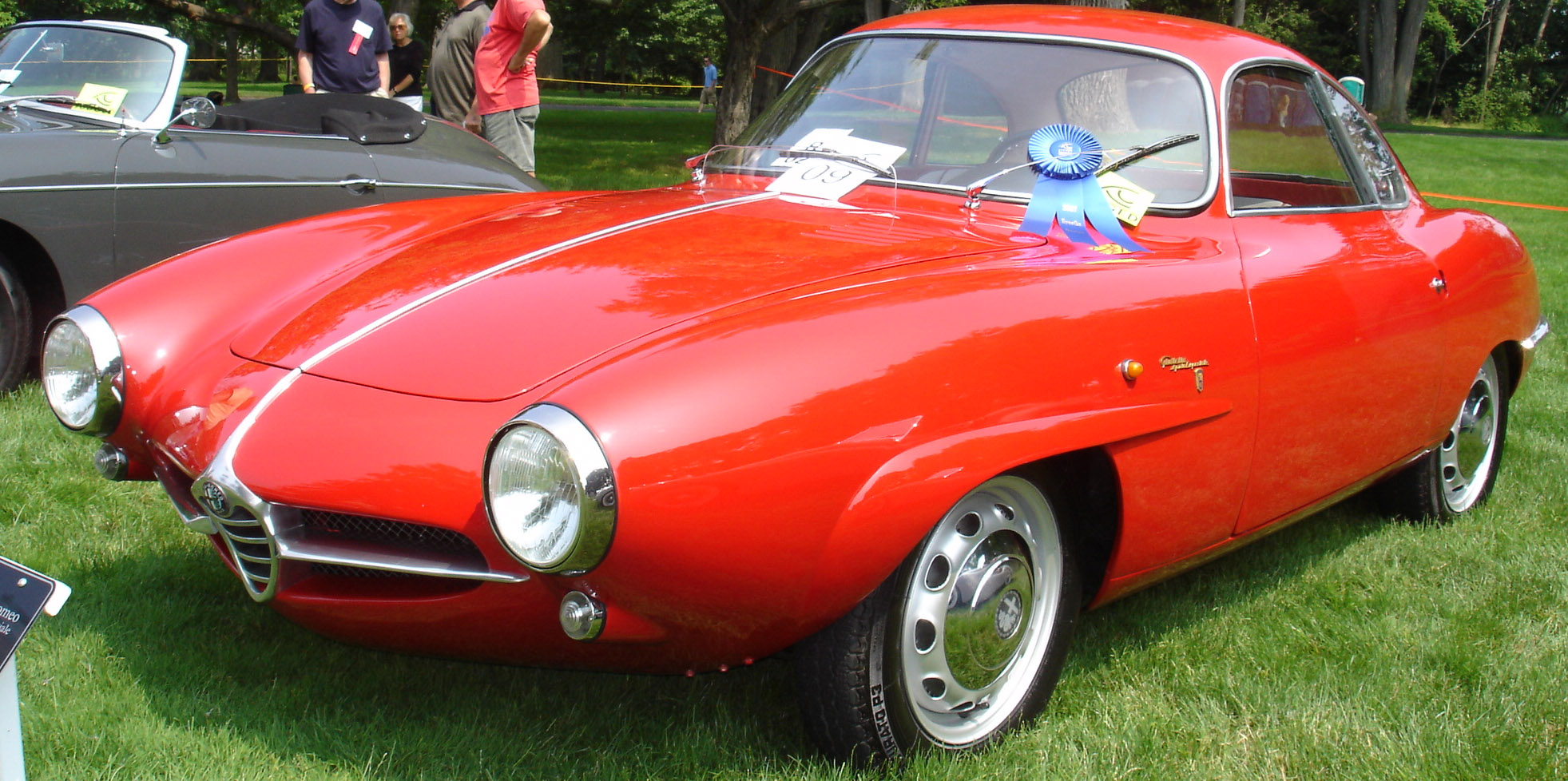
Sprint Speciale
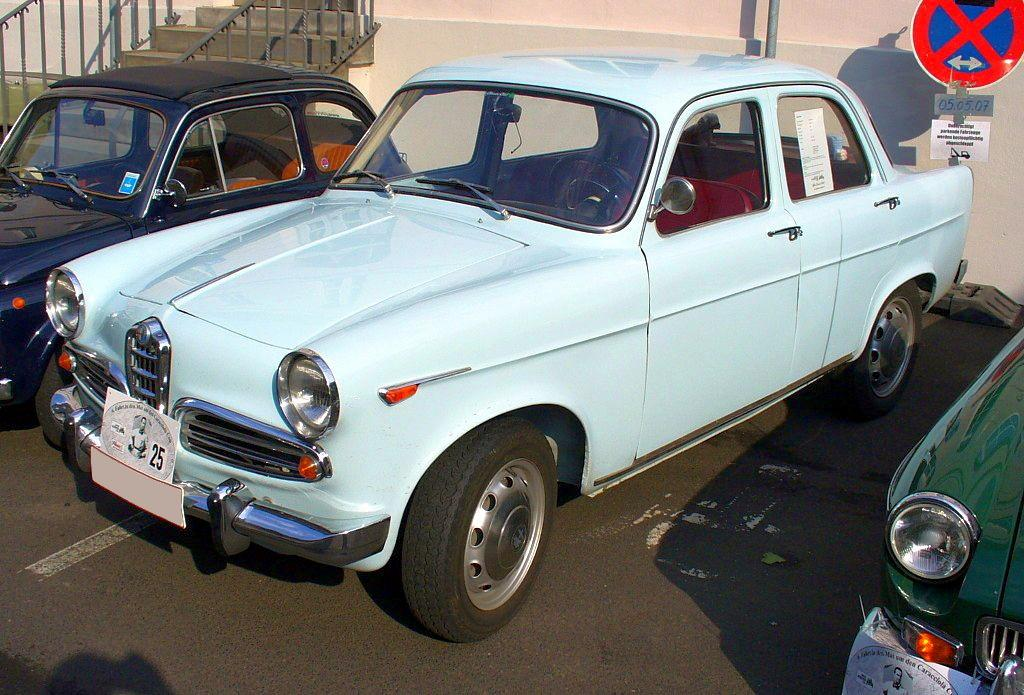
Berlina
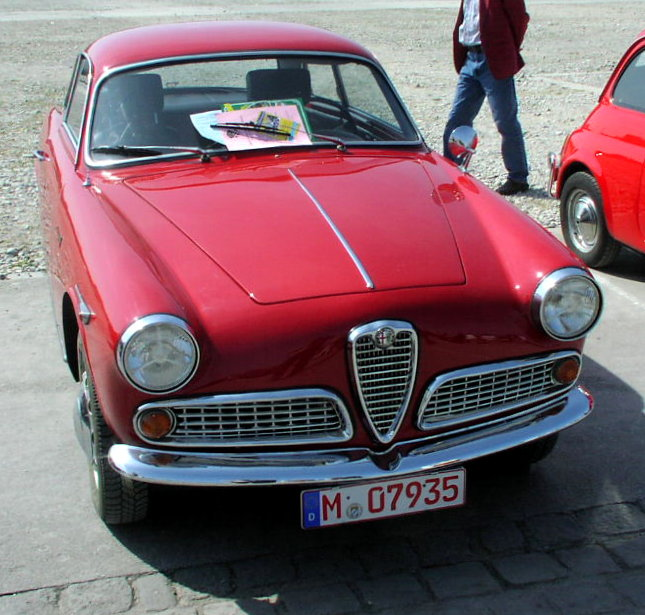
Sprint (Coupé)